# Bédoin
 Bédoin  es una población y comuna francesa, en la región de Provenza-Alpes-Costa Azul, departamento de Vaucluse, en el distrito de Carpentras y cantón de Mormoiron.
Está integrada en la Communauté d'agglomération du Grand Avignon.

## Demografía
| 1580 | 1611 | 1635 | 1818 | 2215 | 2609 |
| Para los censos de 1962 a 1999 la población legal corresponde a la población sin duplicidades (Fuente: INSEE [Consultar]) |      |      |      |      |      |